# Ischnophylla similicolor
Ischnophylla similicolor är en fjärilsart som beskrevs av Antonius Johannes Theodorus Janse 1963. Ischnophylla similicolor ingår i släktet Ischnophylla och familjen stävmalar. Inga underarter finns listade i Catalogue of Life.